# Manti Te'o
Manti Malietau Louis Te'o (Laie, 26 gennaio 1991) è un ex giocatore di football americano statunitense che ha militato nel ruolo di linebacker nella National Football League (NFL). Fu scelto nel corso del secondo giro (38º assoluto) del Draft NFL 2013 dai San Diego Chargers. Al college giocò a football all'Università di Notre Dame venendo premiato nel 2012 come giocatore universitario dell'anno con il Maxwell Award e il Walter Camp Award.

## Biografia
Nato a Laie, nelle Hawaii, in una famiglia di origine samoana, dopo i primi tre anni a Notre Dame fu pronosticato come una scelta della fine del primo giro del Draft NFL 2012 ma decise di rimanere al college per disputare il suo ultimo anno.
Nel 2012 Te'o guidò l'istituto in tackle e intercetti, conducendolo a un record di 12-0 e alla seconda miglior difesa (10,33 punti concessi a partita). Terminò con 103 tackle nella stagione regolare (52 solitari, 51 assistiti, 8,58 a partita), compresi 5,5 placcaggi con perdita di yard e 1,5 sack (uno da 13 yard sul quarterback di Oklahoma Landry Jones). Te'o guidò inoltre tutti i linebacker della nazione in intercetti con 7, il massimo per un giocatore del suo ruolo dal 2001. Il suo massimo stagionale fu di 2 intercetti per 28 yard contro Michigan. A fine stagione vinse il Maxwell Award e il Walter Camp Award e fu uno dei tre finalisti dell'Heisman Trophy, il più prestigioso riconoscimento individuale a livello collegiale, in cui giunse secondo dietro Johnny Manziel

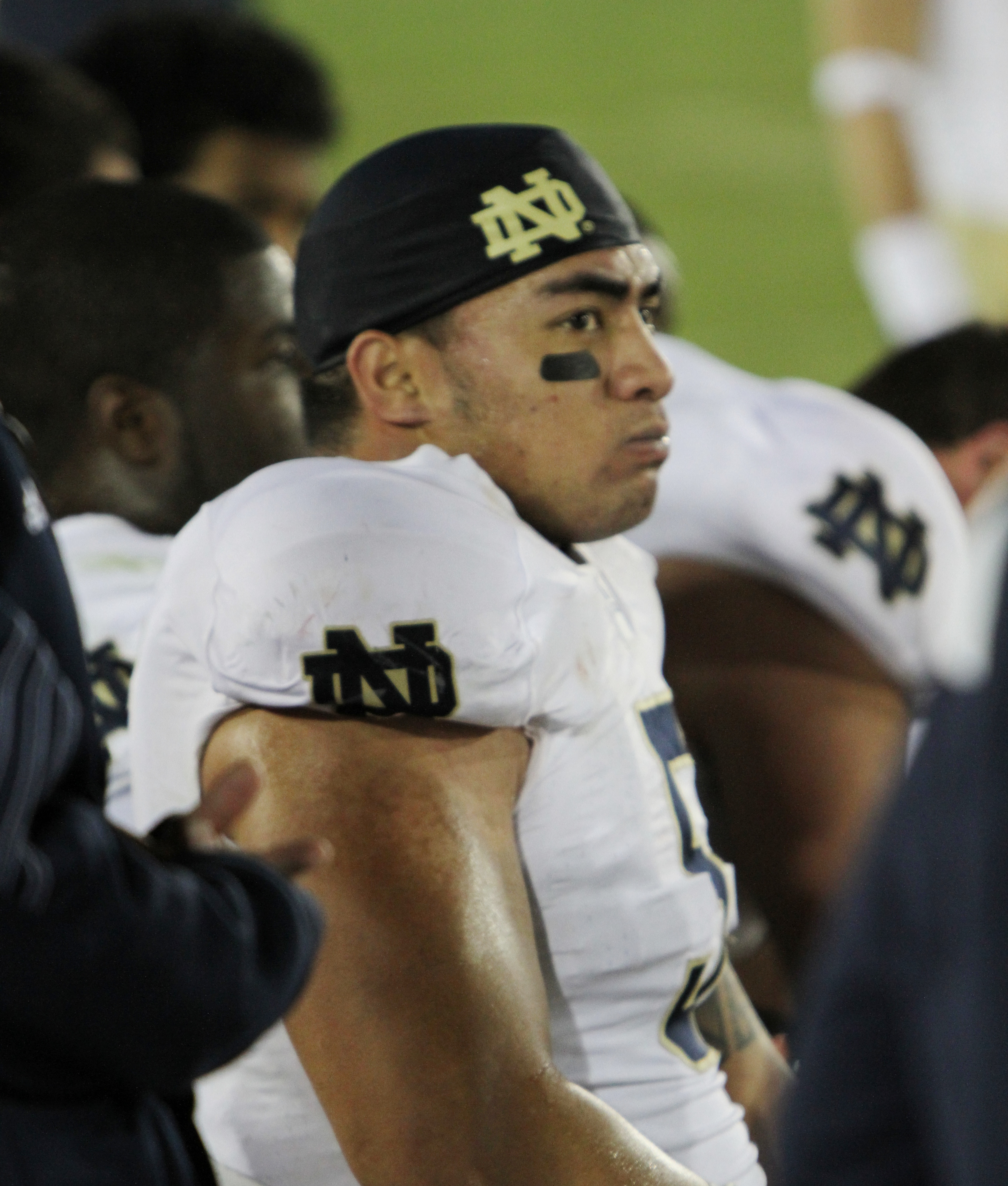
Te'o in una gara del 2010 contro USC

Riconoscimenti vinti
- Walter Camp Award (2012)
- Maxwell Award (2012)
- Finalista dell'Heisman Trophy (2012)
- All-American (2012)
- Bronko Nagurski Trophy (2012)
- Chuck Bednarik Award (2012)
- Butkus Award (2012)
- Lombardi Award (2012)

## Carriera professionistica

### Draft NFL 2013
A metà della stagione 2012, Te'o era valutato come una probabile scelta della metà del primo giro del Draft NFL 2013. Un mese prime del draft era valutato come una scelta tra la ventesima e l'ultima del primo giro. Il 26 aprile 2013 fu selezionato dai San Diego Chargers come 38ª scelta assoluta.

### San Diego Chargers
Il 9 maggio 2013, Te'o firmò il proprio contratto con i Chargers. A causa di un infortunio subito in una gara di pre-stagione contro i Seattle Seahawks, Te'o debuttò come professionista solo nella settimana 4, partendo come titolare nella vittoria contro i Dallas Cowboys e mettendo a segno 3 tackle. La sua prima stagione regolare si concluse con 61 tackle e 4 passaggi deviati in 13 presenze, tutte come titolare. Nei playoff i Chargers eliminarono nel primo turno i Cincinnati Bengals ma furono eliminati nel successivo dai Denver Broncos, una gara in cui Te'o fu costretto ad uscire anzitempo a causa di una commozione cerebrale subita.

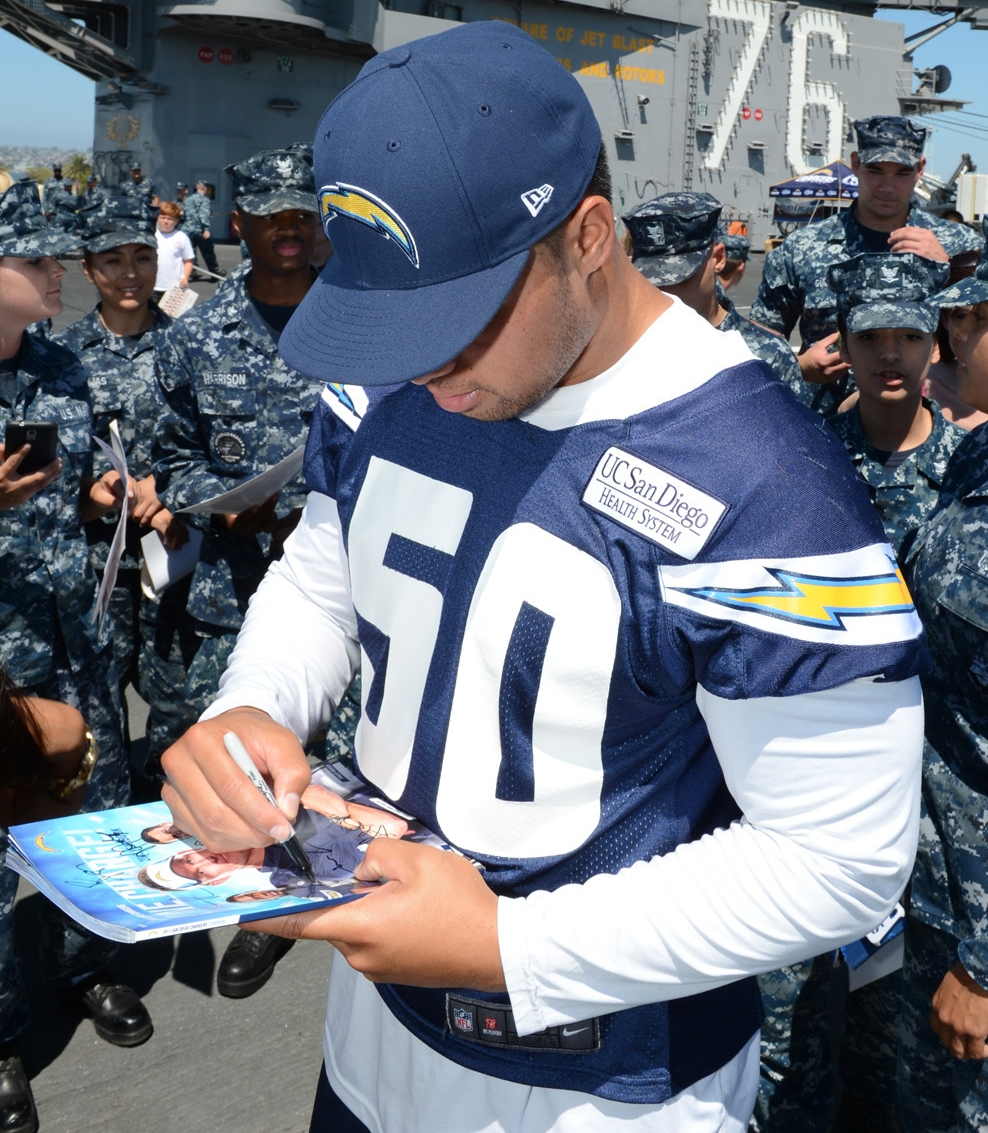
Te'o il 28 agosto 2013

Nella settimana 14 della stagione 2014, Te'o mise a segno il primo intercetto come professionista su Tom Brady dei New England Patriots. Due turni dopo fece registrare un massimo stagionale di 11 tackle e il primo sack in carriera su Colin Kaepernick dei San Francisco 49ers, contribuendo alla vittoria ai supplementari della sua squadra, dopo che questa era stata in svantaggio di 21 punti nel secondo tempo. La sua seconda annata si chiuse con 60 tackle in dieci presenze, di cui sei come titolare.

### New Orleans Saints
Il 21 marzo 2017, Te'o firmò un contratto biennale con i New Orleans Saints. Nella prima stagione con la nuova squadra guidò i Saints in placcaggi con perdita di yard.  Nel 2018 disputò cinque partite e a fine anno non gli fu rinnovato il contratto.
Dopo che Te'o non giocò per la maggior parte della stagione 2019, il 3 dicembre 2019 rifirmò con New Orleans.

### Chicago Bears
Il 20 ottobre 2020 Te'o firmò con la squadra di allenamento dei Chicago Bears. Il suo contratto scadde a fine stagione e non gli fu rinnovato.